# Arcidiocesi di Wellington
L'arcidiocesi di Wellington (in latino Archidioecesis Vellingtonensis) è una sede metropolitana della Chiesa cattolica in Nuova Zelanda. Nel 2022 contava 84.740 battezzati su 695.830 abitanti. È retta dall'arcivescovo Paul Gerard Martin, S.M.

## Territorio
L'arcidiocesi comprende la parte settentrionale dell'Isola del Sud e l'estrema parte meridionale dell'Isola del Nord.
Sede arcivescovile è la città di Wellington, dove si trova la cattedrale del Sacro Cuore (Sacred Heart Cathedral).
Il territorio è suddiviso in 23 parrocchie.

## Storia
La diocesi di Wellington fu eretta il 20 giugno 1848 con il breve De animarum salute di papa Pio IX, ricavandone il territorio dal vicariato apostolico dell'Oceania occidentale (oggi diocesi di Auckland). Originariamente era immediatamente soggetta alla Santa Sede.
Dopo il terremoto del 23 gennaio 1855 la diocesi fu consacrata all'Immacolata Concezione e affidata alla sua protezione.
Il 26 novembre 1869 e il 10 maggio 1887 cedette porzioni del suo territorio a vantaggio dell'erezione rispettivamente delle diocesi di Dunedin e di Christchurch.
Il 10 maggio 1887 la diocesi è stata elevata al rango di arcidiocesi metropolitana in forza del breve Ex officio supremi di papa Leone XIII.
Il 6 marzo 1980 ha ceduto un'altra porzione di territorio a vantaggio dell'erezione della diocesi di Palmerston North.

## Cronotassi dei vescovi
Si omettono i periodi di sede vacante non superiori ai 2 anni o non storicamente accertati.
- Sede vacante (1848-1860)

- Philippe Joseph Viard, S.M. † (3 luglio 1860 - 2 giugno 1872 deceduto)[2]
- Francis Mary Redwood, S.M. † (10 febbraio 1874 - 3 gennaio 1935 deceduto)
- Thomas O'Shea, S.M. † (3 gennaio 1935 succeduto - 9 maggio 1954 deceduto)
- Peter Thomas McKeefry † (9 maggio 1954 succeduto - 18 novembre 1973 deceduto)
- Reginald John Delargey † (25 aprile 1974 - 29 gennaio 1979 deceduto)
- Thomas Stafford Williams † (30 ottobre 1979 - 21 marzo 2005 ritirato)
- John Atcherley Dew (21 marzo 2005 succeduto - 5 maggio 2023 ritirato)
- Paul Gerard Martin, S.M., succeduto il 5 maggio 2023

## Statistiche
L'arcidiocesi nel 2022 su una popolazione di 695.830 persone contava 84.740 battezzati, corrispondenti al 12,2% del totale.
| anno | popolazione | popolazione | popolazione | presbiteri | presbiteri | presbiteri | presbiteri                | diaconi | religiosi | religiosi | parrocchie |
| anno | battezzati  | totale      | %           | numero     | secolari   | regolari   | battezzati per presbitero | diaconi | uomini    | donne     | parrocchie |
| ---- | ----------- | ----------- | ----------- | ---------- | ---------- | ---------- | ------------------------- | ------- | --------- | --------- | ---------- |
| 1949 | 78.000      | 550.000     | 14,2        | 191        | 85         | 106        | 408                       |         | 100       | 669       | 55         |
| 1966 | 125.380     | 830.000     | 15,1        | 360        | 181        | 179        | 348                       |         | 283       | 931       | 87         |
| 1970 | 143.500     | 846.555     | 17,0        | 361        | 178        | 183        | 397                       |         | 183       | 1.041     | 92         |
| 1980 | 157.511     | 954.336     | 16,5        | 332        | 154        | 178        | 474                       |         | 361       | 735       | 91         |
| 1990 | 87.081      | 567.000     | 15,4        | 163        | 78         | 85         | 534                       | 1       | 116       | 339       | 50         |
| 1999 | 82.201      | 515.124     | 16,0        | 128        | 71         | 57         | 642                       |         | 82        | 235       | 48         |
| 2000 | 82.201      | 515.124     | 16,0        | 133        | 70         | 63         | 618                       |         | 86        | 231       | 48         |
| 2001 | 84.201      | 515.124     | 16,3        | 141        | 71         | 70         | 597                       |         | 98        | 223       | 48         |
| 2002 | 84.204      | 515.124     | 16,3        | 123        | 65         | 58         | 684                       |         | 82        | 217       | 48         |
| 2003 | 81.189      | 559.350     | 14,5        | 122        | 63         | 59         | 665                       |         | 83        | 201       | 48         |
| 2004 | 81.189      | 522.504     | 15,5        | 124        | 64         | 60         | 654                       |         | 84        | 203       | 47         |
| 2010 | 83.214      | 550.000     | 15,1        | 119        | 60         | 59         | 699                       |         | 82        | 180       | 47         |
| 2014 | 78.198      | 622.347     | 12,6        | 114        | 62         | 52         | 685                       |         | 67        | 154       | 44         |
| 2017 | 82.820      | 654.000     | 12,7        | 114        | 60         | 54         | 726                       | 1       | 68        | 132       | 24         |
| 2020 | 81.700      | 670.926     | 12,2        | 113        | 55         | 58         | 723                       | 1       | 63        | 121       | 22         |
| 2022 | 84.740      | 695.830     | 12,2        | 103        | 47         | 56         | 822                       | 1       | 62        | 103       | 23         |